# Kuća Ritz u Varaždinu
Kuća Ritz u Varaždinu jednokatna je uglovnica, smještena na zapadnoj strani Trga kraljaTomislava, tlocrtno je oblika slova U s vrlo malim dvorištem. U  osnovama potječe iz 16. st. i sastojala se od dvije zasebne graditeljske cjeline. Očuvani kameni nadvratnik s god. 1540. datira južnu kuću u renesansno doba. Oko 1835. obje su kuće u posjedu trgovca Ritza koji ih spaja i objedinjuje jedinstvenim pročeljem. Danas su ponovno prezentirani gabariti nekadašnjih kuća vidljivi i u različitom tretmanu pročelja, s istaknutim renesansnim trijemom na kamenim stupovima u prizemlju palače.
U kamenom ulaznom portalu uklesan je monogram I.A. i godina 1540. Inicijali I. A. označavali su ime Andreasa Italusa de Argenta, varaždinskog zlatara iz 16. stoljeća, a 1540. je moguća godina njezine gradnje. Nekadašnji vlasnik Ritz početkom 20. stoljeća u njoj je imao kavanu, a tu je funkciju zadržala sve do danas.

## Zaštita
Pod oznakom Z-900 zavedeno je kao nepokretno kulturno dobro - pojedinačno, pravna statusa zaštićena kulturnog dobra, klasificirano kao "stambeno-poslovna građevina".